# Jennifer Brooke Keddy
Jennifer Brooke Keddy (* 28. Oktober 1991 in Roseville) ist eine US-amerikanische Volleyballspielerin.

## Karriere
Keddy interessierte sich zunächst für Fußball und Gerätturnen, bevor sie durch ihren Vater zum Volleyball kam. Sie begann ihre Karriere an der Sentinel High School in Missoula. Von 2009 bis 2014 studierte sie an der California Polytechnic State University und spielte im Universitätsteam Mustangs. Ab dem Sommer 2012 war sie durch eine Schulterverletzung und zwei Operationen am Fuß beeinträchtigt. In der Saison 2014/15 spielte die Mittelblockerin in Finnland bei Woman Volley Rovaniemi. Danach wechselte sie zum tschechischen Verein Královo Pole Brno, mit dem sie auch im CEV-Pokal spielte. In der Saison wurde sie als beste Mittelblockerin der Liga ausgezeichnet. 2016 wurde Keddy vom deutschen Bundesligisten USC Münster verpflichtet. Mit dem Verein erreichte sie in der Saison 2016/17 im DVV-Pokal und in den Bundesliga-Playoffs jeweils das Viertelfinale. Anschließend wechselte Keddy zum Ligakonkurrenten 1. VC Wiesbaden.
Ende Dezember 2017 verließ sie den Verein, um zuhause in Montana eine Krebserkrankung behandeln zu lassen.
2018 hat sie den Krebs besiegt und ist als Volleyballtrainerin für Uni-Teams in Montana tätig.